# Huland, Khanapur
Huland là một làng thuộc tehsil Khanapur, huyện Belgaum, bang Karnataka, Ấn Độ.